# Rivaldinho
Vítor Borba Ferreira Júnior (São Paulo, 1995. április 29. –), becenevén Rivaldinho, brazil labdarúgó, a világbajnok és aranylabdás Rivaldo fia. Jelenleg a bolgár Farul Constanța játékosa.

## Pályafutása

### Klubcsapatban
Rivaldinho pályafutását a Mogi Mirim Esporte Clube-ban kezdte 2014-ben. A klub színeiben 47 tétmérkőzésen lépett pályára.
Ezt követően a portugál Boavista alkalmazásában állt, de csak egy bajnokin lépett pályára a Moreirense ellen, ezen kívül pedig még két kupamérkőzésen kapott lehetőséget.
2016. január 18-án az Esporte Clube igazolta le. A paulistai állami bajnokságban tizenkét találkozón háromszor volt eredményes, azonban április 12-én felbontották a szerződését.
Május 10-én aláírt az Internacionalhoz, de azonnal kölcsönadták a másodosztályú Paysandunak.
2017. február 7-én visszatért Európába, miután a román Dinamo București leigazolta.
Első bajnoki gólját április 5-én lőtte a CFR 1907 elleni bajnokin, csapata pedig 2–0-ra győzött. Július 27-én a spanyol Athletic Bilbao ellen pályára lépett az Európa-liga selejtezőjében is. A Bukarestben rendezett 1–1-re végződő hazai találkozón Rivaldinho szerezte csapta gólját.
2018. január 27-én a bolgár Levszki Szofija szerződtette.

## Családja
Édesapja a 2002-ben világbajnoki címet nyerő, 1999-ben aranylabdás Rivaldo, akivel 2014 februárjában együtt lépett pályára tétmérkőzésen a Mogi Mirimben.

## Statisztika

### Klub
2017. december 19-én frissítve.
| Club             | Season         | League              | League        | League | National Cup  | National Cup | League Cup    | League Cup | Other         | Other | Total         | Total |
| Club             | Season         | Bajnokság           | Pályára lépés | Gól    | Pályára lépés | Gól          | Pályára lépés | Gól        | Pályára lépés | Gól   | Pályára lépés | Gól   |
| ---------------- | -------------- | ------------------- | ------------- | ------ | ------------- | ------------ | ------------- | ---------- | ------------- | ----- | ------------- | ----- |
| Mogi Mirim       | 2014           | Série C             | 12            | 1      | —             | —            | —             | —          | 9             | 2     | 21            | 3     |
| Mogi Mirim       | 2015           | Série B             | 15            | 6      | —             | —            | —             | —          | 11            | 2     | 26            | 8     |
| Mogi Mirim       | Total          | Total               | 27            | 7      | —             | —            | —             | —          | 20            | 4     | 47            | 11    |
| Boavista         | 2015–16        | Primeira Liga       | 1             | 0      | 1             | 0            | 1             | 0          | —             | —     | 3             | 0     |
| XV de Piracicaba | 2016           | Paulistai bajnokság | —             | —      | —             | —            | —             | —          | 12            | 3     | 12            | 3     |
| Paysandu         | 2016           | Série B             | 8             | 1      | 0             | 0            | —             | —          | 0             | 0     | 8             | 1     |
| Dinamo București | 2016–17        | Liga I              | 11            | 2      | 1             | 0            | 1             | 0          | 0             | 0     | 13            | 2     |
| Dinamo București | 2017–18        | Liga I              | 19            | 3      | 2             | 0            | 0             | 0          | 2             | 1     | 23            | 4     |
| Dinamo București | Összesen       | Összesen            | 30            | 5      | 3             | 0            | 1             | 0          | 2             | 1     | 36            | 6     |
| Karrier összes   | Karrier összes | Karrier összes      | 66            | 13     | 4             | 0            | 2             | 0          | 34            | 8     | 106           | 21    |